# Vacas
Vacas è un comune (municipio in spagnolo) della Bolivia nella provincia di Arani (dipartimento di Cochabamba) con 15.527 abitanti (dato 2010).

## Storia
L'etimologia del nome deriva della parola quechua Wak'a, significa tempio, luogo sacro o qualcosa sacra.
Durante l'epoca coloniale gli spagnoli chiamarono "Santa Bárbara de Bacas".

## Posizione
Vacas sorge a un'altitudine di 3.400 metri sopra il livello del mare. Nel suo territorio si trovano i laghi Asiruqucha, Parququcha, Qullpaqucha e Pilawit'u. Si trova a 85 km a sud-est della città di Cochabamba.

## Geografia fisica

### Clima
Il clima di Vacas è freddo e secco durante la maggior parte dell'anno e la stagione della pioggia è tra dicembre e febbraio.

## Festività
- febbraio o marzo: Carnevale

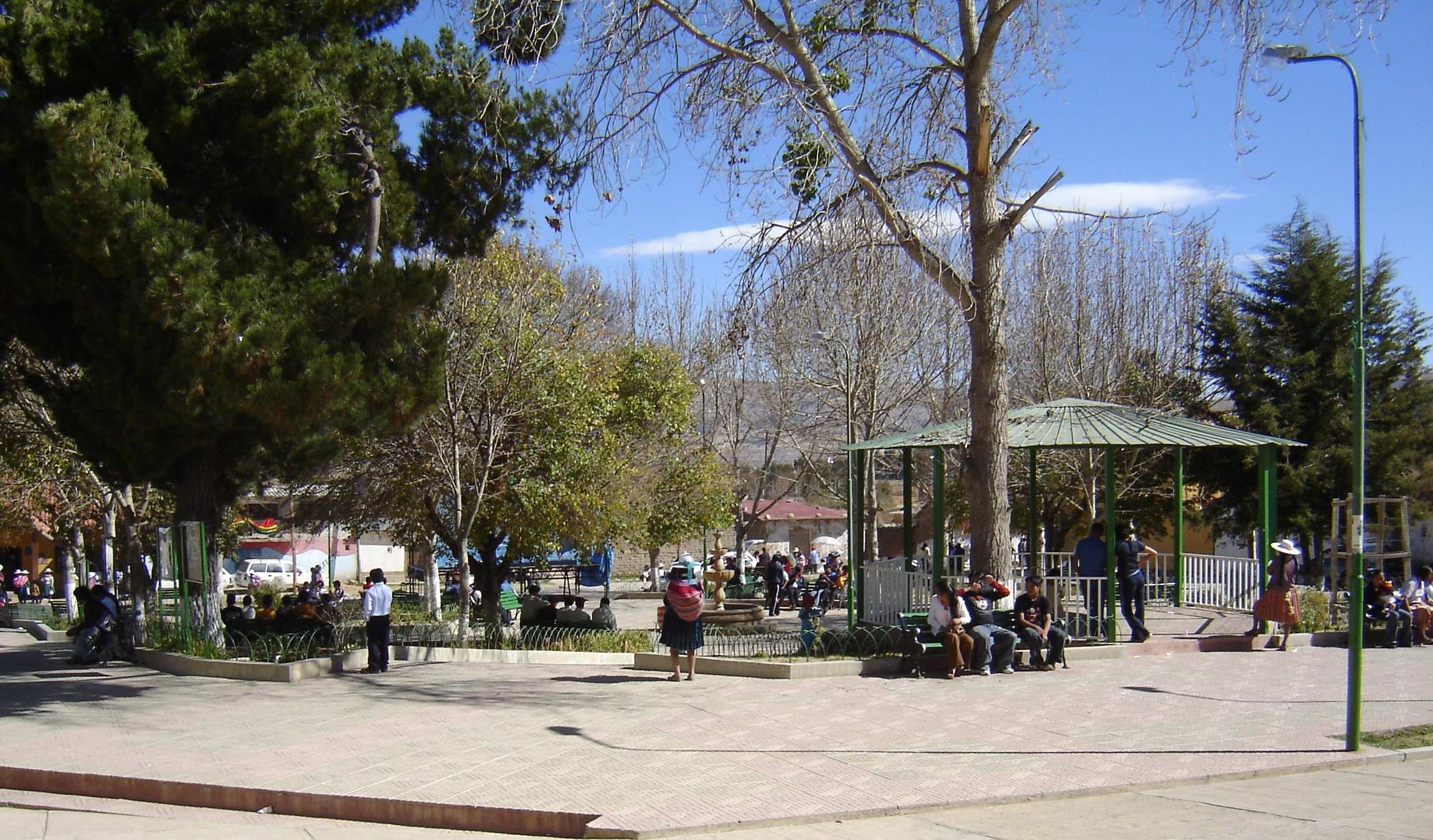
Vacas, Piazza 4 dicembre

- aprile: Fiera del pesce e della patata
- 2 e 3 maggio: Santa Vera Cruz Tatala
- maggio o giugno: Corpus Christi
- 29 giugno: San Pietro, apostolo
- 16 luglio: Vergine del Carmen, patrona della Bolivia
- 6 agosto: Anniversario Civile Nazionale
- 2 novembre: Fedeli defunti (Tutti i santi)
- 4 dicembre: Santa Barbara, Anniversario di Vacas